# Böja
Böja is een plaats in de gemeente Skövde in het landschap Västergötland en de provincie Västra Götalands län in Zweden. De plaats heeft 61 inwoners (2005) en een oppervlakte van 11 hectare. Böja wordt grotendeels omringd door landbouwgrond, maar op een paar honderd meter van de plaats is ook bos te vinden en de stad Skövde ligt zo'n vijfentwintig kilometer ten zuiden van het dorp. Ook ligt de kerk Böja kyrka in Böja.